# Oksana Fiodorowa
Oksana Giennadiewna Fiodorowa (ros. Оксана Геннадьевна Фёдорова, ur. 17 grudnia 1977 w Pskowie) – rosyjska fotomodelka, Miss Rosji 2001 i Miss Universe 2002.
Absolwentka Pskowskiej Szkoły Milicji, major milicji, kandydat nauk prawniczych. Prezenterka programu "Spokojnej nocy, maluchy!" (Спокойной ночи, малыши!) w telewizji rosyjskiej.
Na skutek konfliktu z organizatorami konkursu Miss Universe, wywołanego odmową wzięcia udziału w konkursie "Miss Teen America", zrezygnowała z tytułu, a jej miejsce na tronie zajęła Wicemiss Universe, Miss Panamy – Justine Pasek (obywatelka Panamy i Polski).